# Din Herre lever
Din Herre lever är en psalm med text skriven av jan Arvid Hellström 1990. Musiken är skriven 1988 av Sven-Erik Bäck.

## Publicerad i
- Psalmer i 90-talet som nr 849 under rubriken "Kyrkans år".
- Psalmer i 2000-talet som nr 936 under rubriken "Kyrkans år"